# François Chesnais
Pour les articles homonymes, voir Chesnais.
François Chesnais, né à Montréal au Canada le 22 janvier 1934 et mort le 28 octobre 2022 dans le 20e arrondissement de Paris, est un économiste français. Il a été professeur associé à l’Université Paris 13 et membre du conseil scientifique d’Attac.

## Biographie
De 1962 à 1992, François Chesnais a assumé les fonctions d'économiste principal auprès de l’Organisation de coopération et de développement économiques (OCDE). Il a notamment coordonné plusieurs projets de recherche et rédigé différents rapports, comme La technologie et l’économie : relations déterminantes (OCDE, Paris, 1992).
Il s'est également beaucoup intéressé à l'industrie de l'armement, à laquelle il a consacré plusieurs publications, comme L'armement en France : genèse, amplitude et coût d’une industrie, publié avec Claude Serfati en 1992, ou Compétitivité internationale et dépenses militaires, paru en 1999.
Dans Mondialisation du capital, il explique vouloir sortir de l’idéologie pure en privilégiant l’approche scientifique (« L’analyse de la mondialisation suppose le recours à des outils conceptuels permettant de saisir ce qui est une totalité systémique »).
Dans Mondialisation : le capital rentier aux commandes, Chesnais estime que le mouvement actuel de l’économie n’est pas, contrairement à ce qui est répété, la « libéralisation du marché ». En fait, le bon fonctionnement de ce marché serait de plus en plus menacé par les capitaux industriels et financiers « possédant de fortes caractéristiques rentières ». Ceux qui détiennent ce type de capital sont les investisseurs institutionnels (compagnies d’assurance, de fonds de pension, de fonds communs de placement) et ils seraient les grands bénéficiaires du régime, grâce à une volonté politique en faveur du capital rentier[réf. nécessaire].
François Chesnais meurt le 28 octobre 2022 à l'hôpital Tenon dans le 20e arrondissement de Paris.

## Militantisme
Dans le passé, François Chesnais a tout d'abord fait partie du groupe de Cornelius Castoriadis qui publiait la revue Socialisme ou barbarie.
Il a ensuite milité activement au sein du parti trotskyste Organisation communiste internationaliste (OCI), puis PCI, ainsi que dans le groupe de Stéphane Just (Combattre pour le socialisme - Comité pour la construction du Parti ouvrier révolutionnaire),[source insuffisante].
Depuis 1995, il est l'un des animateurs de la revue et du Collectif Carré Rouge de tendance marxiste, mais publie également dans Critique communiste (la revue théorique de la Ligue communiste révolutionnaire).
Il a rédigé également des articles de vulgarisation en économie dans la revue Le grain de sable d'ATTAC.
Il intègre le Nouveau Parti anticapitaliste lors de sa création en 2009.

## Publications
Les publications de François Chesnais font l'objet de comptes rendus, critiques, recensions dans des contextes très variés : revues scientifiques, revues de libraires, revues politiques.
- La Mondialisation du capital -  Syros, Paris, 1994 (première édition), 1997 (édition augmentée)[6]
- Actualiser l’économie de Marx, Actuel Marx Confrontation, Presses Universitaires de France, Paris, 1995
- La mondialisation financière : genèse, coûts et enjeux (directeur de publication et deux chapitres), Syros, Collection Alternatives économiques, Paris, 1996,
- Tobin or not Tobin : une taxe internationale sur le capital, L'Esprit frappeur, 1999
- « Mondialisation : le capital rentier aux commandes » - Les Temps Modernes, n° 607, janvier-février 2000.
- Que se vayan todos ! Le peuple argentin se soulève avec Jean-Philippe Divès - Éditions Nautilus, Paris, 2002.
- Mondialisation et impérialisme  Odile Castel, François Chesnais, Gérard Dumesnil...[et al.] - Éditions Syllepse, Paris, 2003
- La finance mondialisée : racines sociales et politiques, configuration, conséquences, sous la direction de François Chesnais - La Découverte, Paris, 2004
- Les dettes illégitimes - Quand les banques font main basse sur les politiques publiques. - Éditions Raisons d'Agir, Paris, 2011.  (ISBN 978-2-912107-60-2)[7]
- Finance Capital Today: Corporations and Banks in the Lasting Global Slump - Brill, Leiden / Boston, 2016[8]